# Mesosemia paetula
Mesosemia paetula är en fjärilsart som beskrevs av Hans Ferdinand Emil Julius Stichel 1915. Mesosemia paetula ingår i släktet Mesosemia och familjen Riodinidae. Inga underarter finns listade i Catalogue of Life.